# Brescia (provins)
Provinsen Brescia (it. Provincia di Brescia) er en provins i regionen Lombardiet i det nordlige Italien. Brescia er provinsens hovedby.
Med 1.108.776 indbyggere ved folketællingen i 2001 er den en af Italiens folkerigeste.

## Geografi
Provinsen Brescia grænser til:
- i nord og nordvest mod provinsen Sondrio,
- i øst mod provinsen Verona i regionen Veneto og mod provinsen Trento i regionen Trentino-Alto Adige,
- i sydvest og syd mod provinsen Cremona,
- i syd mod provinsen Mantova og
- i vest mod provinsen Bergamo.

## Kommuner
- Acquafredda
- Adro
- Agnosine
- Alfianello
- Anfo
- Angolo Terme
- Artogne
- Azzano Mella
- Bagnolo Mella
- Bagolino
- Barbariga
- Barghe
- Bassano Bresciano
- Bedizzole
- Berlingo
- Berzo Demo
- Berzo Inferiore
- Bienno
- Bione
- Borgo San Giacomo
- Borgosatollo
- Borno
- Botticino
- Bovegno
- Bovezzo
- Brandico
- Braone
- Breno
- Brescia
- Brione
- Caino
- Calcinato
- Calvagese della Riviera
- Calvisano
- Capo di Ponte
- Capovalle
- Capriano del Colle
- Capriolo
- Carpenedolo
- Castegnato
- Castel Mella
- Castelcovati
- Castenedolo
- Casto
- Castrezzato
- Cazzago San Martino
- Cedegolo
- Cellatica
- Cerveno
- Ceto
- Cevo
- Chiari
- Cigole
- Cimbergo
- Cividate Camuno
- Coccaglio
- Collebeato
- Collio
- Cologne
- Comezzano-Cizzago
- Concesio
- Corte Franca
- Corteno Golgi
- Corzano
- Darfo Boario Terme
- Dello
- Desenzano del Garda
- Edolo
- Erbusco
- Esine
- Fiesse
- Flero
- Gambara
- Gardone Riviera
- Gardone Val Trompia
- Gargnano
- Gavardo
- Ghedi
- Gianico
- Gottolengo
- Gussago
- Idro
- Incudine
- Irma
- Iseo
- Isorella
- Lavenone
- Leno
- Limone sul Garda
- Lodrino
- Lograto
- Lonato del Garda
- Longhena
- Losine
- Lozio
- Lumezzane
- Maclodio
- Magasa
- Mairano
- Malegno
- Malonno
- Manerba del Garda
- Manerbio
- Marcheno
- Marmentino
- Marone
- Mazzano
- Milzano
- Moniga del Garda
- Monno
- Monte Isola
- Monticelli Brusati
- Montichiari
- Montirone
- Mura
- Muscoline
- Nave
- Niardo
- Nuvolento
- Nuvolera
- Odolo
- Offlaga
- Ome
- Ono San Pietro
- Orzinuovi
- Orzivecchi
- Ospitaletto
- Ossimo
- Padenghe sul Garda
- Paderno Franciacorta
- Paisco Loveno
- Paitone
- Palazzolo sull'Oglio
- Paratico
- Paspardo
- Passirano
- Pavone del Mella
- Pertica Alta
- Pertica Bassa
- Pezzaze
- Pian Camuno
- Piancogno
- Pisogne
- Polaveno
- Polpenazze del Garda
- Pompiano
- Poncarale
- Ponte di Legno
- Pontevico
- Pontoglio
- Pozzolengo
- Pralboino
- Preseglie
- Prevalle
- Provaglio Val Sabbia
- Provaglio d'Iseo
- Puegnago del Garda
- Quinzano d'Oglio
- Remedello
- Rezzato
- Roccafranca
- Rodengo-Saiano
- Roncadelle
- Rovato
- Roè Volciano
- Rudiano
- Sabbio Chiese
- Sale Marasino
- Salò
- San Felice del Benaco
- San Gervasio Bresciano
- San Paolo
- San Zeno Naviglio
- Sarezzo
- Saviore dell'Adamello
- Sellero
- Seniga
- Serle
- Sirmione
- Soiano del Lago
- Sonico
- Sulzano
- Tavernole sul Mella
- Temù
- Tignale
- Torbole Casaglia
- Toscolano Maderno
- Travagliato
- Tremosine sul Garda
- Trenzano
- Treviso Bresciano
- Urago d'Oglio
- Vallio Terme
- Valvestino
- Verolanuova
- Verolavecchia
- Vestone
- Vezza d'Oglio
- Villa Carcina
- Villachiara
- Villanuova sul Clisi
- Vione
- Visano
- Vobarno
- Zone

45°32′20″N 10°13′10″Ø / 45.5389°N 10.2194°Ø